# Zorbing

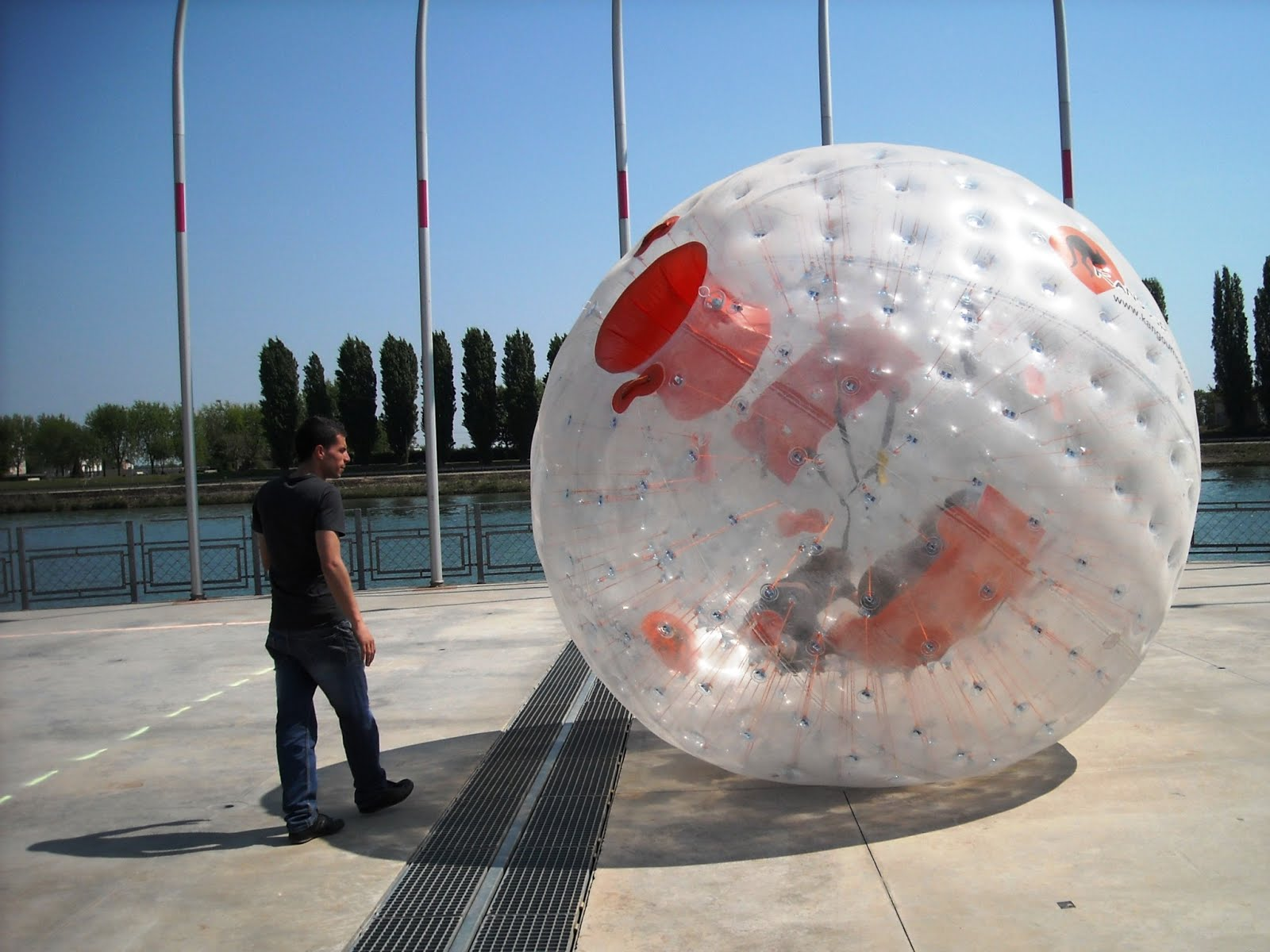
Zorb à l'arrêt.

Le zorbing est un sport extrême qui consiste à dévaler une pente (herbeuse, enneigée, etc.) dans une sphère plastique dite « boule zorb » ou « zorb » (en anglais zorb ball). Ce type de sphère a été inventé en 1974 et breveté en 1980 par l'architecte français Gilles Ebersolt sous le nom de « ballule » (amalgame de « balle » et de « bulle »), puis a été copié et promu en Nouvelle-Zélande sous le nom de zorb ball en 2001.

## Boule zorb
Comme la ballule, la sphère dite boule zorb est un « engin de locomotion » gonflable composé de deux sphères concentriques en plastique transparent traversées par un sas cylindrique. La plus grande sphère est en contact avec l’extérieur et renferme un épais matelas d’air qui protège l’usager placé dans la sphère intérieure et lui permet de descendre des pentes, pistes de ski ou chutes d'eau. La vitesse peut atteindre 50 km/h.

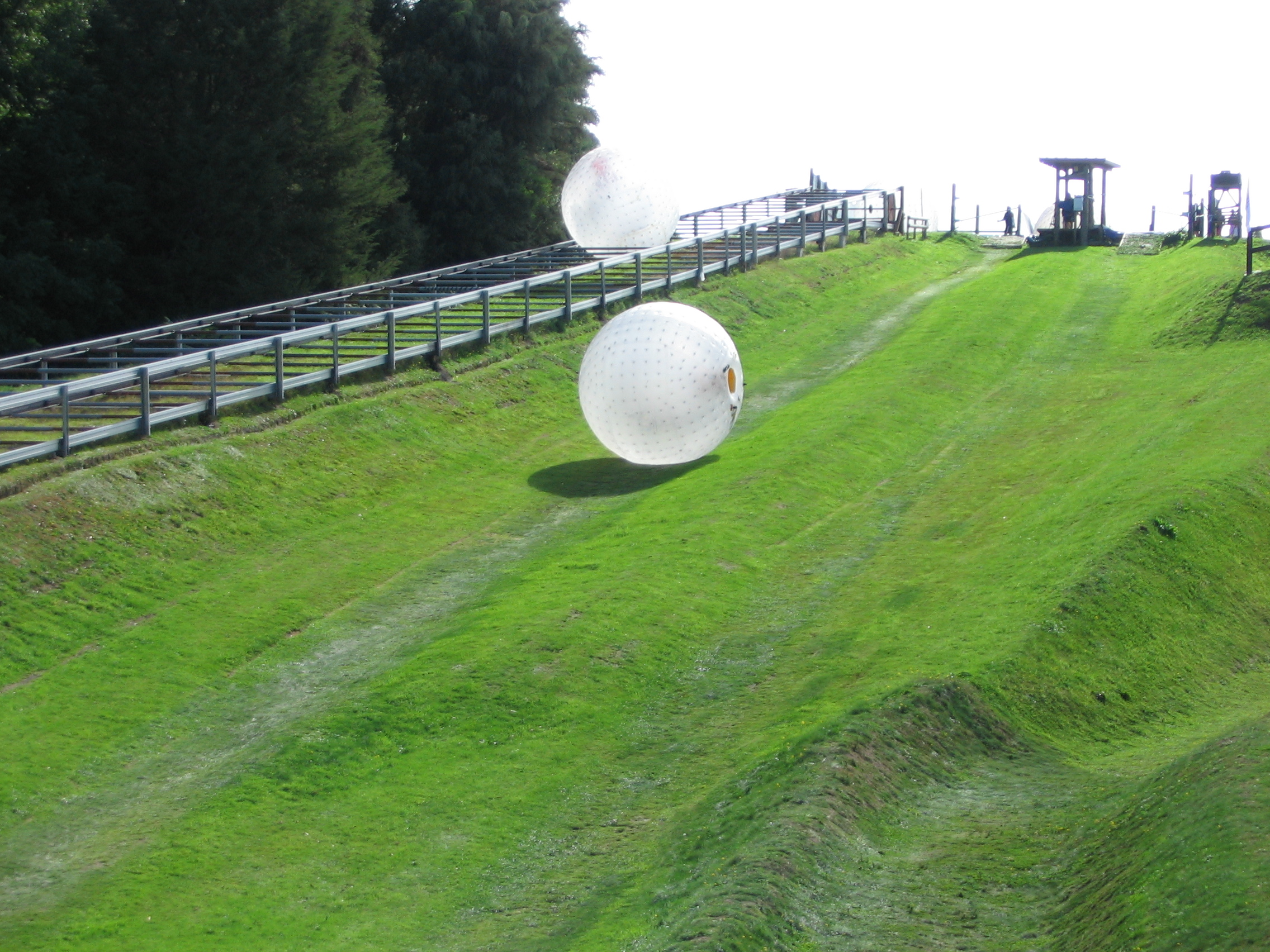
Zorbing à Rotorua.

## Types de descente
- L'hydrozorb : enfermé dans la bulle avec un fond d'eau, le passager essaye de courir ou de sauter dans la bulle pendant la descente. Dans tous les cas, la personne reste sur le fond de la bulle pendant la descente, comme dans un toboggan.

- L'harnaché : attaché dans la bulle interne, le passager subit la rotation de la bulle.

- La HamsterBall : il s'agit de rentrer dans la balulle puis de marcher dedans (debout ou à quatre pattes) comme un hamster dans sa cage. Cette pratique peut se faire dans une salle de sport, dans un champ, un jardin suffisamment grand. Des zorbs spécifiques ont ainsi été construites, non plus en forme de boule mais de rouleau.

- Attachée à un jet-ski, la zorb est tractée comme en ski nautique.

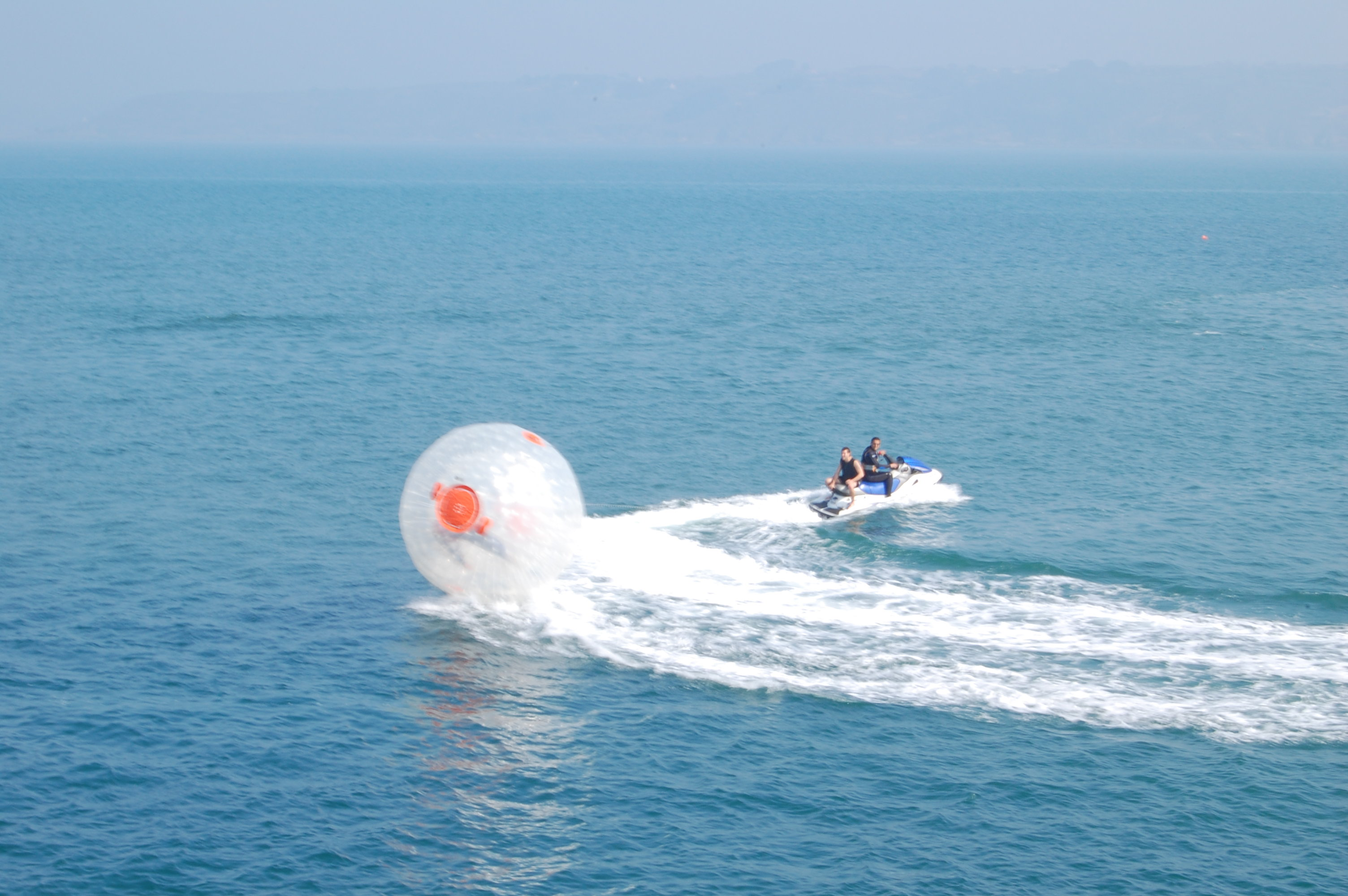
Zorbing derrière un jet-ski.

## Sécurité
La pratique de cette activité nécessite des règles de sécurité importantes, par exemple concernant l'arrêt de la bulle zorb. Le 3 janvier 2013, un accident de zorbing a entraîné un mort et un blessé grave à la station de ski de Dombaï dans le Grand Caucase.

## Culture
Dans le film Opération Condor de 1991 avec Jackie Chan, ce dernier descend une colline au moyen d’une ballule créée spécialement par Gilles Ebersolt.